# Daniel Moreau Barringer
Pour les articles homonymes, voir Moreau et Barringer.
Daniel Moreau Barringer (25 mai 1860 - 30 novembre 1929) est un homme d'affaires et géologue américain. Il est le premier homme à fournir la preuve de l'existence sur Terre d'un cratère d'impact en 1902 : le Meteor Crater (Arizona), aussi nommé cratère Barringer.

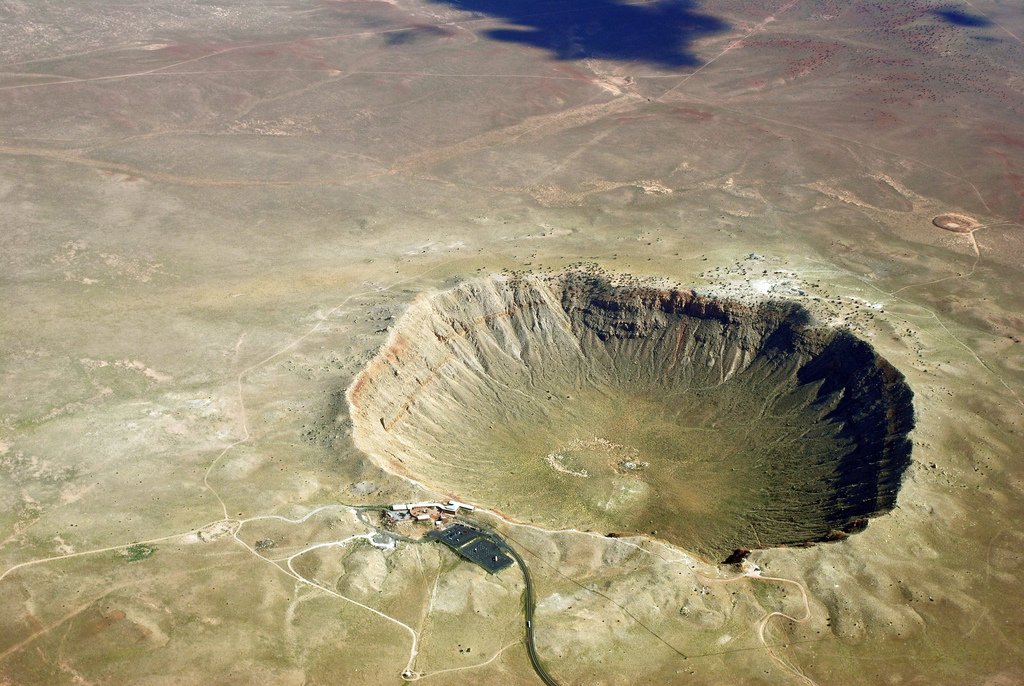
Le cratère de Barringer (Barringer Crater)

Il est le fils de l'homme politique siégeant au congrès des États-Unis et représentant de la Caroline du Nord, Daniel Moreau Barringer (en). Il est le père du pilote Lewin Barringer.

## Biographie
Diplômé de Princeton en 1879 puis de l'université de Pennsylvanie en droit en 1882. Il s'enrichit dans les mines. Les Indiens ayant découvert dans le voisinage du Meteor Crater des petits morceaux de fer qu'il attribue à la chute d'une météorite de fer, il achète le terrain à bas prix pour exploiter une mine de fer potentielle, en vain car le cratère d'impact a volatilisé la majorité du fer. Les banquiers le harcèlent et la crise de 1929 achève de le ruiner.
Le cratère Barringer situé sur la face cachée de la Lune est nommé ainsi en son honneur.